# التاريخ الوراثي لشمال إفريقيا
التاريخ الوراثي لشمال أفريقيا (أو التاريخ الجيني لشمال أفريقيا) تأثر بشكل كبير بالتضاريس الجغرافية. كانت الصحراء الكبرى إلى الجنوب والبحر المتوسط إلى الشمال حاجزين مهمين لتدفق الجينات في عصور ما قبل التاريخ. ولكن أفريقيا مرتبطة بآسيا الغربية عن طريق مضيق السويس، في حين يفصل بين مضيقي جبل طارق في شمال أفريقيا من جهة وأوروبا من الجهة الأخرى 15 كم (9 أميال) فقط.
رغم تعرض شمال أفريقيا لتدفق المورثات من المناطق المحيطة، فإنها خضعت أيضًا لفترات طويلة من الانعزال الجيني، ما سمح بنشوء علامة جينية مميزة للبربر تطورت في الشعب البربري المحلي، بالإضافة إلى علامة جينية قبطية مميزة لدى أقباط مصر. توجد اليوم هذه «العلامة البربرية» بانتظام في المناطق والشعوب التي ما تزال تتحدث اللغة البربرية بشكل رئيسي، بالإضافة إلى جزر الكناري التي يسكنها البربر الأصليون وأحفادهم حتى هذا اليوم. أظهرت دراسة جينية حديثة أن أهالي شمال أفريقيا المعاصرين يحتفظون بمكون جيني معتد به من الحقبة الإيبيروموريسية للأفريقيين الشماليين من العصر الحجري القديم.
تعنى النقاشات العلمية الحديثة بتحديد المساهمات النسبية للحقب المختلفة من التدفق الجيني وصولًا إلى الحوض الجيني الحالي للأفريقيين الشماليين. تشريحيًّا، من المعروف أن الإنسان المعاصر وجد في أفريقيا الشمالية خلال العصر الحجري القديم الأوسط (قبل 300,000 سنة)، كما تشهد وثيقة جبل إيغود 1. تبعت الثقافة العاترية، دون انقطاع شكلي، الصناعة الإيبيروموريسية، التي تظهر تشكيلاتها الحجرية علاقات بثقافات البشر الأوروبيين الأوائل الحديثين في أوروبا وغرب آسيا. وبعد الصناعة الإيبيروموريسية ظهرت الصناعة القبصية في الجزء الشرقي لشمال أفريقيا (مصر وليبيا).
في القرن السابع للميلاد، غزيت أجزاء من البلدان البربرية من قبل الأمويين. «قد» يكون حدث اختلاط جزئي بين الشعوب، و«قد» يكون تسبب في التنوع الجيني لدى بعض الأفارقة الشماليين تحت الاحتلال القصير نسبيًّا للأمويين ووصول العرب البدو والسريان من الشرق الأدنى في لآسيا ووصول بعض اليهود والمسلمين الهاربين من الكاثوليك الإسبان عقب سقوط الأندلس. ولكن هذا الاندماج الجزئي للبربر والأجانب محدود بشكل كبير من حيث التوزع الجغرافي للمناطق الحضرية الرئيسية للبربر وبعض السهول الساحلية لشمال أفريقيا لأن المهاجرين واللاجئين كانوا مائلين للانجذاب نحو المدن الكبرى منذ قديم الأزل ومالوا لتجنب المدن الوسطى الرئيسية. الطبيعة العرقية والجينية البربرية لشمال أفريقيا (غرب مصر) ما تزال سائدة، إما بشكل سائد (كما في الهوية اللغوية والعرقية) أو بشكل جانبي (كما في الإرث الثقافي والوراثي).

## الصبغي Y
الهابلوغروب إي هي المجموعة الفردانية الأبوية الأكثر شيوعًا بين البربر. وتمثل ما يصل إلى 100 بالمئة من صبغيات Y لدى بعض السكان البربر. يعتقد أن الهابلوغروب إي ظهرت في شمال أفريقيا أو شرق أفريقيا في عصور ما قبل التاريخ، وانتشرت لاحقًا في غرب آسيا. ينتمي القبيل الحيوي الفرعي الأعظم من هابلوغروب إي الموجود لدى البربر إلى المجموعة إي-ز827، الذي يعتقد أنه ظهر لي شمال أفريقيا. من القبل الفرعية الشائعة إي1ب1ب1أ1، وإي1ب1ب1ب وإي1ب1ب1*. إي1ب1ب1ب موزع تدريجيًّا من الغرب إلى الشرق بنسب تصل إلى 100 بالمئة في شمال غرب أفريقيا. شوهد إي1ب1ب1أ بنسب منخفضة إلى متوسطة بين السكان البربر بنسب أعلى بشكل ملحوظ في شمال شرق أفريقيا بالنسبة إلى شمال غرب أفريقيا.
المجموعات الفردانية غرب الأوراسية، كالهابلوغروب جيه والهابلوغروب آر1، شوهدت أيضًا بنسب متوسطة. تستنتج دراسة معمقة أجراها أريدي وزملاؤه (2004)، حللت السكان من الجزائر، أن النمط شمال الأفريقي للتنوع في الصبغي Y (بما فيه كل من المجموعات الفردانية الرئيسية جيه1 وإي1ب1ب) ذو منشأ من العصر الحجري الحديث بمعظمه، ما يشير إلى أن الانتقال للعصر الحجري الحديث في هذا الجزء من العالم صاحبه انتشار الرعاة الناطقين بالبربرية من الشرق الأوسط. ولكن لوسدريشت وزملاؤه 2018 أظهروا أن مجموعة إي1ب1ب على الأرجح تنتمي لشمال أفريقيا أصلًا وهاجرت من شمال أفريقيا إلى الشرق الأدنى خلال العصر الحجري القديم.

### إي1ب1ب1ب (إي-م81)؛ سابقًا: إي3ب1ب، إي3ب2
إي1ب1ب1ب (إي-م81) المجموعة الفردانية الأكثر شيوعًا للصبغي Y في شمال أفريقيا، ويسودها القبيل الفرعي إي-م183. يعتقد أنها نشأت في شمال أفريقيا قبل 5600 عام. القبيل الأب، إي1ب1ب، نشأ في شرق أفريقيا. يشير إليه العوام باسم العلامة البربرية المميزة لانتشاره بين بني مزاب والأطلس المتوسط، ومجموعات أخرى ناطقة بالبربرية، إي-م81 شائع أيضًا بين جماعات شمال أفريقيا. يصل إلى نسب تصل إلى 90 بالمئة في بعض أجزاء المغرب. يشمل هذا الصحراويين الذي يشير بوش وزملاؤه (2001) إلى أن نسبة 76 بالمئة من رجالهم يملكون م81+.
توجد هذه المجموعة الفردانية أيضًا بمستويات مرتفعة في جزر الكناري، والبرتغال، وإسبانيا، بالإضافة إلى مستويات أقل بكثير في جنوب إيطاليا وبروفنس. في الأندلس، هذه المجموعة أكثر شيوعًا بشكل عام من إي1ب1ب1أ (إي-م78)، على عكس بقية أوروبا، ويوجد إي-م81 بالنتيجة في أجزاء من أمريكا اللاتينية، وبين ذوي الأصول الإسبانية في الولايات المتحدة الأمريكية. كحالة استثنائية في أوروبا، شوهد هذا القبيل الفرعي (إي1ب1ب1) أيضًا في 40 بالمئة من باسيغوس من كانتابريا.
يمكن إيجاد رجال لديهم إي-81 بأعداد أقل في السودان وقبرص وبين اليهود السفارديين.
هناك قبيلان فرعيان معروفان، ولو أن أحدهما أكثر شيوعًا بكثير من الآخر.
القبل الفرعية لإي1ب1ب1 (إي-م81):
- إي1ب1ب1ب1 (إي-م107). أندرهيل وزملاؤه (2000) وجدوا مثالًا في مالي.
- إي1ب1ب1ب2 (إي-م183). الأفراد ذوي العلامة المميزة لهذا القبيل، م81، أيضًا يظهر لديهم، وفق التحاليل حتى الآن، م183. اعتبارًا من 23 أكتوبر 2008، إس إن بّي م165 تعتبر حاليًّا معرفة للقبيل الفرعي، «إي1ب1ب1ب2أ».[10]

## الحمض النووي للصبغيات الجسمية
في 13 يناير 2012، نشرت دراسة وراثية مستنزفة للبشر في شمال أفريقيا في مجلة بّي لوس جينيتيكس وأجريت بشكل مشترك من قبل الباحثين في معهد الأحياء التطورية (سي إس آي سي – يو بّي إف) وجامعة ستانفورد، ومؤسسات أخرى.
تكشف الدراسة أن التركيب الوراثي للسكان البشر لشمال أفريقيا في غاية التعقيد، وهي ناتجة عن المكون المحلي العائد لما قبل 13,000 عام إلى 11,000 ق.م. والتأثير الجيني المتنوع للشعوب المجاورة على المجموعات الشمال أفريقية خلال الهجرات المتلاحقة. وفق ديفيد كوماس، منسق الدراسات والباحث في معهد الأحياء التطورية (سي إس آي سي – يو بّي إف)، «من الأسئلة التي أردنا الإجابة عنها ما إذا كان سكان اليوم أحفادًا مباشرين للشعوب ذات البقايا الآثارية الأقدم في المنطقة، والذين يعودون إلى ما قبل خمسين ألف عام، أو إذا ما كانوا أحفاد شعوب العصر الحجري الحديث في الشرق الأوسط، الذين أتوا بالزراعة إلى المنطقة قبل نحو ثمانية آلاف عام. تساءلنا أيضًا إذا ما كان هناك أي تبادل جيني بين شعوب شمال أفريقيا والمناطق المجاورة، وإذا كان ذلك، فمتى حدث ذلك».
للإجابة عن هذه التساؤلات، حلل الباحثون نحو 800,000 من العلامات الوراثية، الموزعة في الجينوم بأكمله في 125 فرد من شمال أفريقيا ينتمون إلى سبع شعوب ممثلة في المنطقة كلها، وقورنت المعلومات التي حصل عليها بالمعلومات من الشعوب المجاورة.
أظهرت نتائج هذه الدراسة أن هناك مكونًا وراثيًّا محليًّا يعرف الأفريقيين الشماليين. الدراسة المعمقة لهذه العلامات المميزة تظهر أن الشعوب التي تسكن شمال أفريقيا اليوم ليسوا أحفاد السكان الأوائل لهذه المنطقة قبل خمسين ألف عام، ولكنها تظهر أن أسلاف الأفريقيين الشماليين اليوم كانوا مجموعة من السكان الذين استقروا في المنطقة قبل نحو ثلاثة عشر ألف عام مضت. كذلك فإن هذا المكون الوراثي المحلي لأفريقيا الشمالية مختلف جدًّا عن ذلك الموجود لدى شعوب جنوب الصحراء في أفريقيا. بالإضافة إلى عذا المكون المحلي، لوحظ أن الأفريقيين الشماليين أيضًا يتشاركون علامات جينية مميزة مع كل المناطق المجاورة (أوروبا، الشرق الأوسط، أفريقيا جنوب الصحراء) نتيجة هجرات أحدث، رغم ظهورها بنسب مختلفة.